# ماکوتو سگاوا
ماکوتو سگاوا (انگلیسی: Makoto Segawa؛ زادهٔ ۲۶ نوامبر ۱۹۷۴) بازیکن فوتبال اهل ژاپن است.